# Raifusan (Liurai)
Raifusan ist ein osttimoresischer Ort im Suco Liurai (Verwaltungsamt Aileu, Gemeinde Aileu).

## Geographie
Durch das Dorf Raifusan führt eine Straße, auf einer Meereshöhe knapp unter 1500 m. Der Großteil der Häuser liegt nördlich der Straße in der Aldeia Quirilelo. Die Häuser auf der Südseite gehören zur Aldeia Laclo.
Südlich schließt sich der Weiler Laclo an Raifusan an. Folgt man der Straße anderthalb Kilometer nach Nordosten kommt man zum Dorf Quirilelo, in dem sich auch die nächstgelegene Grundschule sowie eine Kapelle befinden.